# Rikana aculeata
Rikana aculeata är en insektsart som beskrevs av Nielson 1992. Rikana aculeata ingår i släktet Rikana och familjen dvärgstritar. Inga underarter finns listade i Catalogue of Life.